# Ruđer Bošković
Ruđer Josip Bošković (en italiano: Ruggiero Giuseppe Boscovich, 18 de mayo de 1711–13 de febrero de 1787) fue un físico, astrónomo, matemático, filósofo, poeta y jesuita de la República de Ragusa (hoy Dubrovnik en Croacia). Bošković también vivió en Gran Bretaña, Francia e Italia. Murió en Milán, Italia, siendo ciudadano francés. Su teoría de los "puntos materiales" (materiae puncta) y de la "ley de fuerzas" (curva Boscovichiana) entre dos puncta cualesquiera tuvo una influencia notable en el posterior desarrollo de la física contemporánea. Además, fue casi con total seguridad quien convenció al Papa Benedicto XIV para que revocara en 1757 el "decreto anti-copernicano" de 1616.

## Vida y obras
Ruđer Josip Bošković nació en Ragusa, donde fue bautizado el 26 de mayo de 1711. Hijo del herzegovino Nikola Bošković y de la ragusea Paola Bettera, quien pertenecía a una distinguida familia originaria de Bérgamo, Italia. Recibió su nombre en homenaje a su tío materno; Ruggiero Bettera.
Nació en el mismo año que Mijail Vasilievich Lomonosov, el famoso científico y matemático ruso.
Bošković fue educado inicialmente en el colegio jesuita Ragusinum e ingresó en 1725 en el noviciado de los jesuitas en Roma, concretamente en el Colegio Romano, creado por la Compañía de Jesús en 1551. Los estudios jesuitas universitarios abarcaban tres ciclos, cada uno de los cuales solía durar tres años: gramática, filosofía y teología. En general, los tres años de filosofía se dividían en lógica, física y metafísica, y el objeto de estudio era la filosofía natural de Aristóteles. En el ciclo de filosofía se añadían las matemáticas puras (mathesis pura) y aplicadas (mathesis mixta). La primera incluía la geometría, la aritmética y el álgebra, mientras que la segunda se enfocaba en la astronomía, la óptica, la mecánica y la música. Finalmente, le ofrecieron una plaza como profesor de matemáticas (professor matheseos) en 1740, antes incluso de finalizar el tercer ciclo (teología).  
Protegido del Papa Benedicto XIV, Bošković viajó frecuentemente por Europa (Francia, Inglaterra, Alemania, Holanda, Polonia, etc.). En las islas británicas, su influencia fue intensa y duradera, ya que fue nombrado miembro de la Royal Society de Londres y, según Davor Krajnović, "a finales del siglo XVIII y durante el siglo XIX, las Islas Británicas fueron un bastión de boscovichianos". 
En Alemania, su libro Theoria Philosophiae Naturalis (1758) produjo un enorme impacto en el filólogo y filósofo Friedrich Nietzsche:

En lo que se refiere al atomismo materialista: esta es una de las cosas mejor refutadas que existen; [...] gracias sobre todo a ese polaco Bošković, quien, junto con el polaco Copérnico, ha sido hasta ahora el mayor y más victorioso adversario de la apariencia visible. En efecto, mientras Copérnico nos ha persuadido a creer contra todos los sentidos que la Tierra "no" era inmóvil, Bošković ha enseñado a abjurar de la creencia en lo último que se mantenía "fijo" en la Tierra, la creencia en la "substancia", en la "materia", en los átomos de residuos y grumos terrestres: hasta la fecha ha sido la mayor victoria sobre los sentidos jamás alcanzada.
Nietzsche, 1886

Nietzsche, que llamó por error "polaco" a Bošković y que era un acérrimo enemigo del "atomismo materialista", asimiló sus ideas para desarrollar su propia filosofía natural basada en átomos temporales en su fragmento Zeitatomenlehre (1873) y construir una cosmología compatible con su hipótesis del eterno retorno.
En Francia, empezó siendo adorado y acabó siendo odiado. En su segunda visita a París, que duró 9 años (1774-1783), adquirió la nacionalidad francesa y fue nombrado miembro de l'Académie de Sciences de París y Director de Óptica de la Marina Francesa. Conoció a personalidades de la talla de Benjamin Franklin, Voltaire, La Condamine, Clairaut, Lalande, Condorcet, D’Alembert, Lagrange y Laplace, entre muchos otros, pero su relación con l'Académie des Sciences fue de mal en peor, hasta romperse del todo: en parte por su carácter irascible y altivo; en parte por el auge del ateísmo materialista en Francia (D’Holbach, La Mettrie); y en parte por su condición de jesuita. Laplace, D’Alembert y Condorcet eran ateos y anticlericales. Lagrange no era anticlerical, pero compartía el odio de los anteriores hacia los jesuitas. En realidad, el odio hacia los jesuitas en Francia era generalizado: la Compañía de Jesús fue expulsada de Francia en 1764 y de España en 1767, y suprimida en 1773 por el Papa Clemente XIV. Jean le Rond D’Alembert publicó un librito titulado Sobre la destrucción de los jesuitas en Francia (1765), en el que narraba los acontecimientos en un tono falsamente neutral. Y Joseph-Louis Lagrange, además de odiarlos, detestaba especialmente a Bošković, probablemente por los numerosos e indisimulados privilegios que le concedieron. El historiador de la ciencia George Sarton ha citado una cartade Lagrange a Nicolas de Condorcet, con fecha 29 de febrero de 1774: "Estoy encantado de que finalmente te hayas deshecho de Boscovich; sea cual sea el mérito de sus obras, creo que siempre son mejores que él. Es un monje y un jesuita que habría que quemar [jésuite à brûler]".La antipatía que tenía Lagrange por el croata no se reducía solo a su condición de jesuita, sino también porque Bošković siempre prefirió el método geométrico-sintético de Newton por encima del método algebraico-analítico (cálculo de variaciones) de Lagrange.
Bošković es recordado, principalmente, por su teoría atómica basada en los principios de la mecánica newtoniana. Esta obra fue la inspiración que motivó a Michael Faraday a desarrollar sus teorías sobre el campo electromagnético para electromagnetismo, y – de acuerdo a Lancelot Law Whyte - fue también la base del esfuerzo de Albert Einstein en crear una teoría de campo unificada. Bošković también hizo grandes contribuciones a la astronomía, incluyendo el procedimiento geométrico para determinar el ecuador de un planeta en rotación a partir de tres observaciones de su superficie y la órbita de un planeta a partir de tres observaciones de su posición. Entre sus sugerencias se encuentran la de la creación de un año geofísico internacional, la utilización del caucho y la de excavar para encontrar los restos de Troya, esto último en ocasión de una tardía visita a Constantinopla, realizada en noviembre de 1761, para observar un tránsito de Venus. Entre sus contribuciones a la arquitectura debe mencionarse que salvó del derrumbe a la cúpula de la Basílica de San Pedro en Roma, rodeándola de cinco anillos de hierro. En 1774 se trasladó a Francia, donde aceptó el puesto de director de óptica de la marina en París y obtuvo la ciudadanía francesa. Allí entró en contacto con científicos como Lalande, Clairaut y Messier; sin embargo, surgieron malentendidos en la Academia: en primer lugar, una disputa con Rochon sobre la prioridad del descubrimiento del micrómetro objetivo, luego un conflicto con Laplace sobre el método para determinar las trayectorias de los cometas. En ese mismo período, Bošković completó sus trabajos de óptica y astronomía y solicitó una licencia de dos años para ir a Italia y preparar textos para su edición, obtuvo la licencia en 1782 y se dirigió a Bassano. En esa ciudad, en 1785, se publicaron sus obras en cinco grandes volúmenes bajo el título Opera pertinentia ad ópticam et astronomiam. Decidió permanecer en Italia, trabajando generalmente en Brera. Debido al arduo trabajo de edición de los textos, su salud se deterioró y aparecieron los primeros signos de enfermedad mental. Murió en Milán por complicaciones de una neumonía y fue enterrado en la iglesia de Santa María Podone.
Su principal obra Theoría Philosophiae Naturalis Redacta ad Unicam Legem Virium in Natura Existentium, se publicó por primera vez en Venecia el 13 de febrero de 1758. Esta primera edición se agotó el 21 de noviembre del mismo año y fue reeditada en 1759. En 1763 supervisó una tercera edición, profundamente corregida y analizada, seguida por otras dos de 1764 y 1765. Existe una versión en inglés de 1922 (Open Court Publishing, Chicago, Londres; reimpresa en 1961 por The MIT Press, Cambridge, Massachusetts).
- Bošković se entrevistó con Benjamín Franklin, quien le mostró sus experiencias en electricidad.
- Los trabajos de Faraday, Oersted y Lord Kelvin fueron influenciados por su teoría.[17]
- Durante el siglo XX se despierta el interés de algunos físicos por su teoría, realizándose algunos congresos al respecto. Entre los asistentes figuran: Marie-Antoinette Tonnelat, Arnaud Denjoy, Lancelot Law Whyte, V. A. Fock, B. M. Kedrov, I. Bernard Cohen.
- Nikola Tesla tenía un ejemplar de Theoria Philosophiae Naturalis, que consultaba regularmente.
- Werner Heisenberg trató de aplicar las ideas de Bošković, aunque sin mayores resultados.

Con Boscovich ha ocurrido un cambio muy notable en la apreciación de su obra; sobre todo en cuanto al tiempo que pasó entre ser un personaje ampliamente valorado a convertirse en un desconocido para la mayoría de los científicos. La Enciclopedia Británica de 1801 le dedicó catorce páginas, pero en 1940 apenas ocupaba media columna. Una teoría atómica que influyó en los trabajos de Faraday y de Maxwell fue casi completamente olvidada en cincuenta años.

## Nacionalidad de Bošković
Este científico ha sido considerado como de origen croata, serbio e italiano; también como yugoslavo antes de la desaparición de ese estado. Después de su independencia en 1991, Croacia lo reivindica como un científico croata, aunque nunca escribió obras científicas en esa lengua, sí la hablaba. En 1950, en la antigua Yugoslavia, el instituto para investigación en los campos de Ciencias Naturales y Tecnología fue fundado en Zagreb y llamado "Instituto Ruđer Bošković". Por su parte, en Italia se lo denomina como italiano, al ser nativo de Ragusa en la entonces Dalmacia italiana.
El concepto de nacionalidad, sin embargo, corresponde a criterios establecidos en el siglo XIX, es decir, posteriores a la muerte de Bošković. Por esta razón, es imposible asignar una nacionalidad concreta a quien como Bošković nació y vivió en regiones de población mixta.
Se conservan testimonios sobre su conocimiento de la lengua croata en cartas y memorias; escribiendo a su hermano en 1757 termina la misiva con la frase (en italiano): "Eviva Haddick e i nostri Croati!", es decir "¡Viva Haddick y nuestros croatas!".
En las primeras referencias sobre Bošković, se le denomina "italiano", si bien en esa época Italia es una designación cultural antes que política, al no existir un estado italiano unificado. Nació en una ciudad culturalmente mixta, croata italiana, cuya clase alta estaba influenciada por costumbres italianas (más específicamente dálmato italianas). Su familia materna provenía de Italia y desde los catorce años vivió en estados italianos, además usó esa lengua para sus estudios y correspondencia. Cuando D'Alembert en sus Opuscule mathématiques lo llamó italiano, Bošković escribió: "... nuestro autor (se refería a sí mismo) es un dálmata de Ragusa, no un italiano (...) pero dado el largo tiempo que pasó en Italia desde su primera juventud, puede ser llamado italiano de alguna manera".

## Honores recibidos
- 1740 - Siendo novicio y sin haber terminado sus estudios de teología, es nombrado profesor de matemáticas en el Colegio Jesuita de Roma.
- La emperatriz María Teresa y el emperador Francisco de Austria le otorgan títulos de nobleza, que rechaza debido a su juramento a la Compañía de Jesús.
- 1760 - Miembro honorario de la Academia Rusa de Ciencias.
- 12 de julio de 1760 - Elegido miembro de la Royal Society, en Inglaterra.
- El cráter lunar Boscovich lleva este nombre en su honor.[23]
- El asteroide (14361) Boscovich también conmemora su nombre.[24]

## Bibliografía

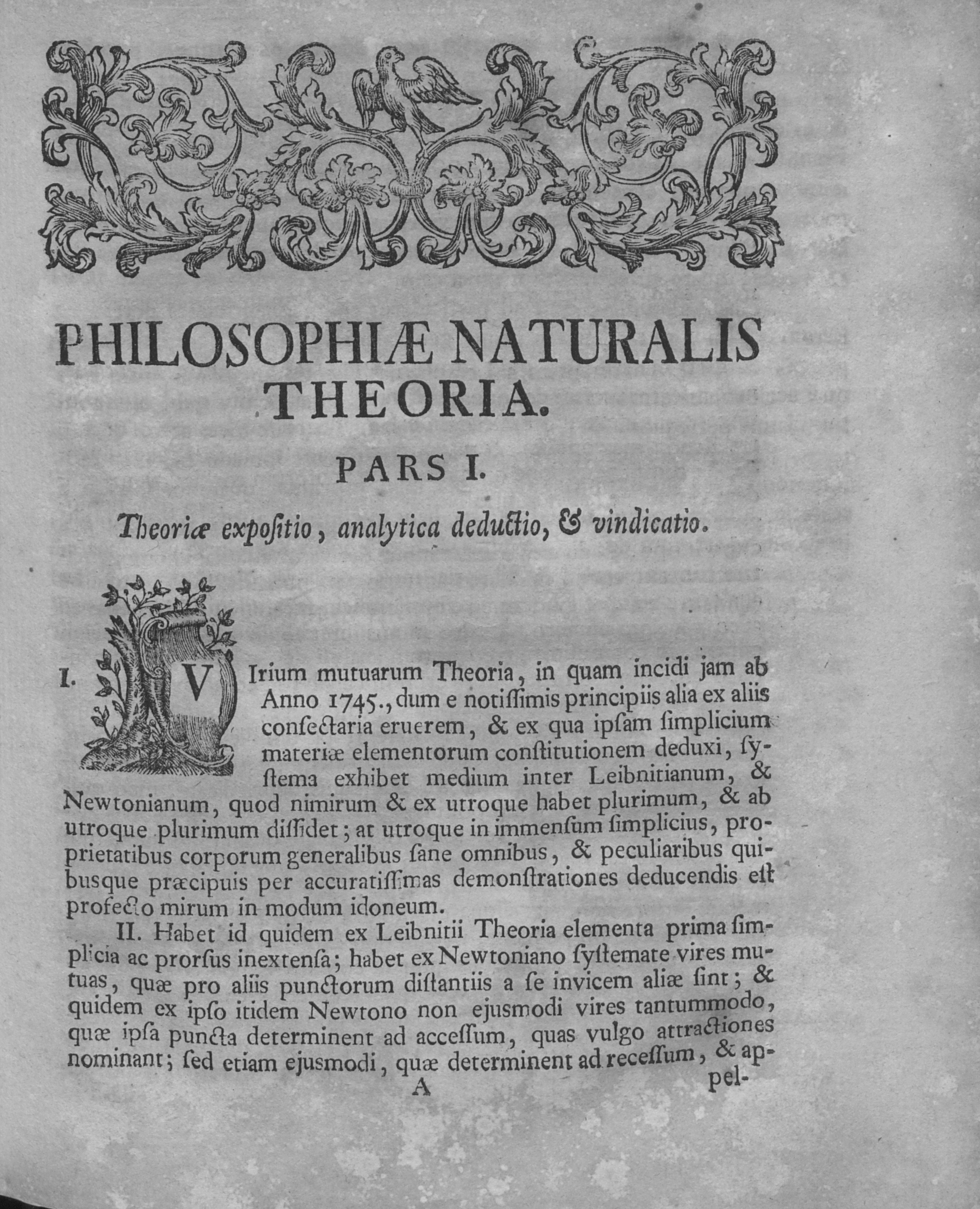
Philosophiae naturalis theoria (1758)